# Hiroyuki Dobashi
Hiroyuki Dobashi (土橋 宏由樹 Dobashi Hiroyuki?), född 27 november 1977 i Yamanashi prefektur, är en japansk före detta fotbollsspelare.
Dobashi började sin karriär 1998 i Ventforet Kofu. Efter Ventforet Kofu spelade han för Matsumoto Yamaga FC och AC Nagano Parceiro. Han avslutade karriären 2011.